# Privateering
Privateering (engl. für: „Kaperei“ oder „Freibeutertum“) ist das siebte Studioalbum des britischen Musikers Mark Knopfler. Es erschien am 31. August 2012.

## Hintergrund
Das Album wurde in Mark Knopflers British Grove Studios in London aufgenommen. Auffällig im Vergleich zu anderen Mark-Knopfler-Alben ist die bluesartige Stimmung des Albums. So ist beispielsweise das Stück Bluebird in der Bluesform verfasst, andere Stücke besitzen ein abgewandeltes Bluesschema. Es ist Mark Knopfler erstes Doppelalbum.

## Titelliste
CD 1
1. Redbud Tree – 3:15
2. Haul Away – 4:00
3. Don’t Forget Your Hat – 5:11
4. Privateering – 6:16
5. Miss You Blues (Melodie: „Deep Blue Sea“) – 4:16
6. Corned Beef City – 3:28
7. Go, Love – 4:50
8. Hot or What – 4:53
9. Yon Two Crows – 4:24
10. Seattle – 4:18

CD 2
1. Kingdom of Gold – 5:21
2. Got to Have Something – 4:00
3. Radio City Serenade – 5:12
4. I Used to Could – 3:33
5. Gator Blood – 4:10
6. Bluebird – 3:24
7. Dream Of the Drowned Submariner – 4:54
8. Blood and Water – 5:16
9. Today is Okay – 4:43
10. After the Beanstalk – 3:55

Alle Lieder wurden von Mark Knopfler geschrieben, mit Ausnahme der Melodie von Miss You Blues, die aus dem Stück Deep Blue Sea stammt.

## Rezeption
Die Reaktionen auf das Album waren gemischt. Erich Renz von laut.de lobt zwar: „Die 20 Songs entfachen schnell einen Mahlstrom, in den hilflos hineingezogen wird, wer sich nicht retten kann.“ Thomas Pilgrim von Plattentests.de kritisiert jedoch, „dass oft bloß liebgewonnene Standards abgedroschen werden, wo auch genug Platz für Gewagteres gewesen wäre.“ „Weite Teile des zweiten Tonträgers wirken wie eine Zugabe, die im Grunde niemanden mehr interessiert.“

## Kommerzieller Erfolg

### Chartplatzierungen
| ChartsChartplatzierungen       | Höchstplatzierung | Wochen |
| ------------------------------ | ----------------- | ------ |
| Deutschland (GfK)              | 1 (13 Wo.)        | 13     |
| Österreich (Ö3)                | 1 (14 Wo.)        | 14     |
| Schweiz (IFPI)                 | 2 (14 Wo.)        | 14     |
| Vereinigte Staaten (Billboard) | 65 (1 Wo.)        | 1      |
| Vereinigtes Königreich (OCC)   | 8 (5 Wo.)         | 5      |

| ChartsJahrescharts (2012) | Platzierung |
| ------------------------- | ----------- |
| Deutschland (GfK)         | 28          |
| Schweiz (IFPI)            | 93          |

### Auszeichnungen für Musikverkäufe
| Land/Region                  | Auszeichnungen für Musikverkäufe (Land/Region, Auszeichnung, Verkäufe) | Verkäufe |
| ---------------------------- | ---------------------------------------------------------------------- | -------- |
| Deutschland (BVMI)           | Gold                                                                   | 100.000  |
| Italien (FIMI)               | Gold                                                                   | 25.000   |
| Neuseeland (RMNZ)            | Gold                                                                   | 7.500    |
| Polen (ZPAV)                 | Platin                                                                 | 20.000   |
| Vereinigtes Königreich (BPI) | Silber                                                                 | 60.000   |
| Insgesamt                    | 1× Silber · 3× Gold · 1× Platin ·                                      | 212.500  |